# Heliocopris quinqueangulatus
Heliocopris quinqueangulatus är en skalbaggsart som beskrevs av Emile Janssens 1939. Heliocopris quinqueangulatus ingår i släktet Heliocopris och familjen bladhorningar. Inga underarter finns listade i Catalogue of Life.